# Parque Olímpico Rainha Isabel
O Parque Olímpico Rainha Isabel (português europeu) ou Parque Olímpico Rainha Elizabeth (português brasileiro)(em inglês:  Queen Elizabeth Olympic Park) é um parque no nordeste de Londres, no Reino Unido. Foi projetado para abrigar as principais instalações e a vila olímpica dos Jogos Olímpicos e Paralímpicos de Verão de 2012. Após a realização das Olimpíadas, o complexo, então chamado Parque Olímpico (em inglês:  Olympic Park), recebeu novo nome como parte das comemorações do Jubileu de Diamante da Rainha Isabel II do Reino Unido.
No parque estão localizados o Centro Aquático de Londres‎, a Arena de Polo Aquático e o Estádio Olímpico de Londres.